# Fredol de Saint-Bonnet
Fredol de Saint-Bonnet, né à Suse et  mort en 1289, est un prélat français du XIIIe siècle, évêque d'Oviedo puis évêque du Puy. 

## Biographie
Il est issu de la maison noble du nom de  Saint-Bonnet.
Fredol étudie à l'université de Bologne et est chanoine de Maguelonne et prieur de Lunel. Il est évêque d'Oviedo de 1275 à 1284, quand il est nommé évêque du Puy par Martin IV.